# Hate

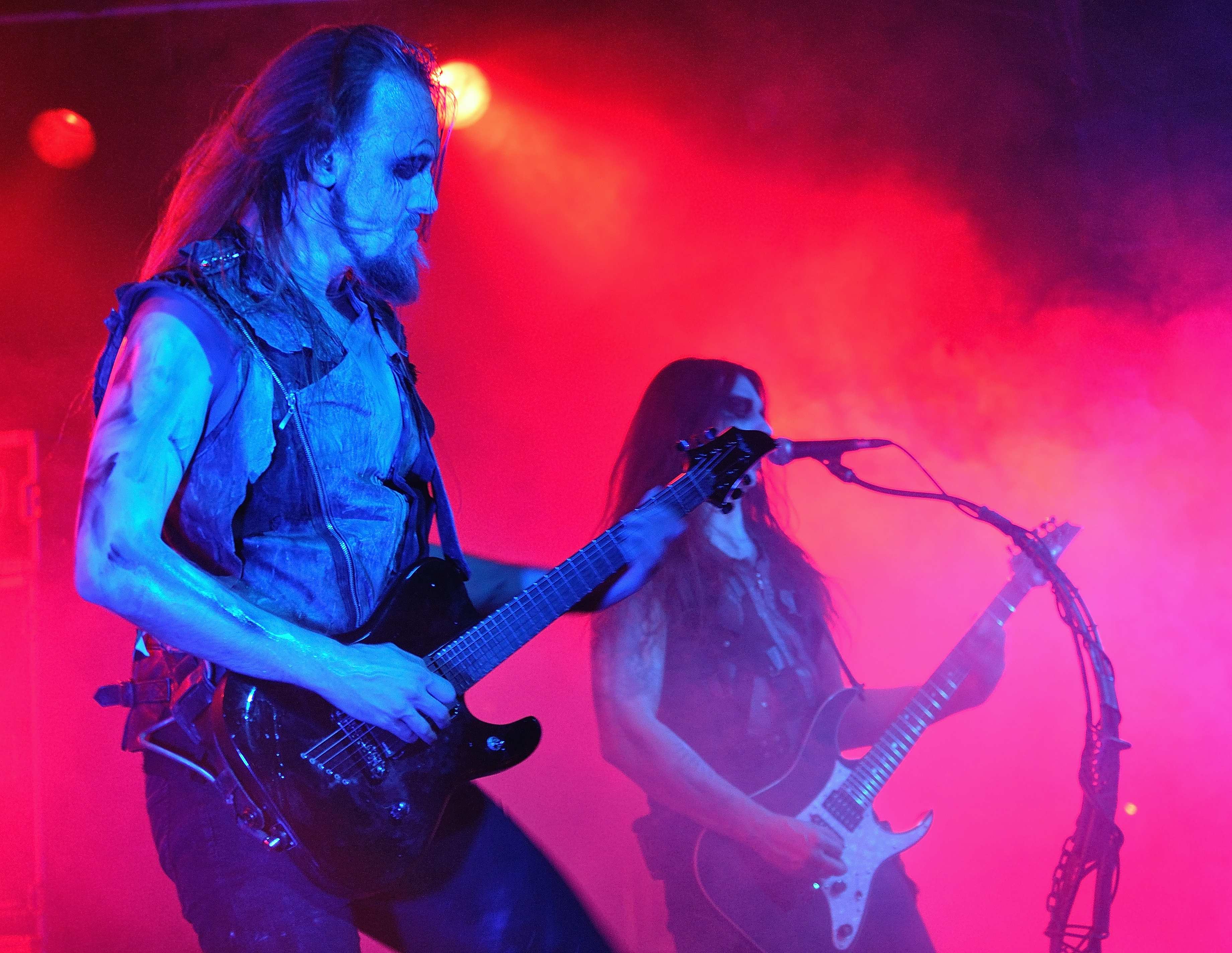
Hate, 2015

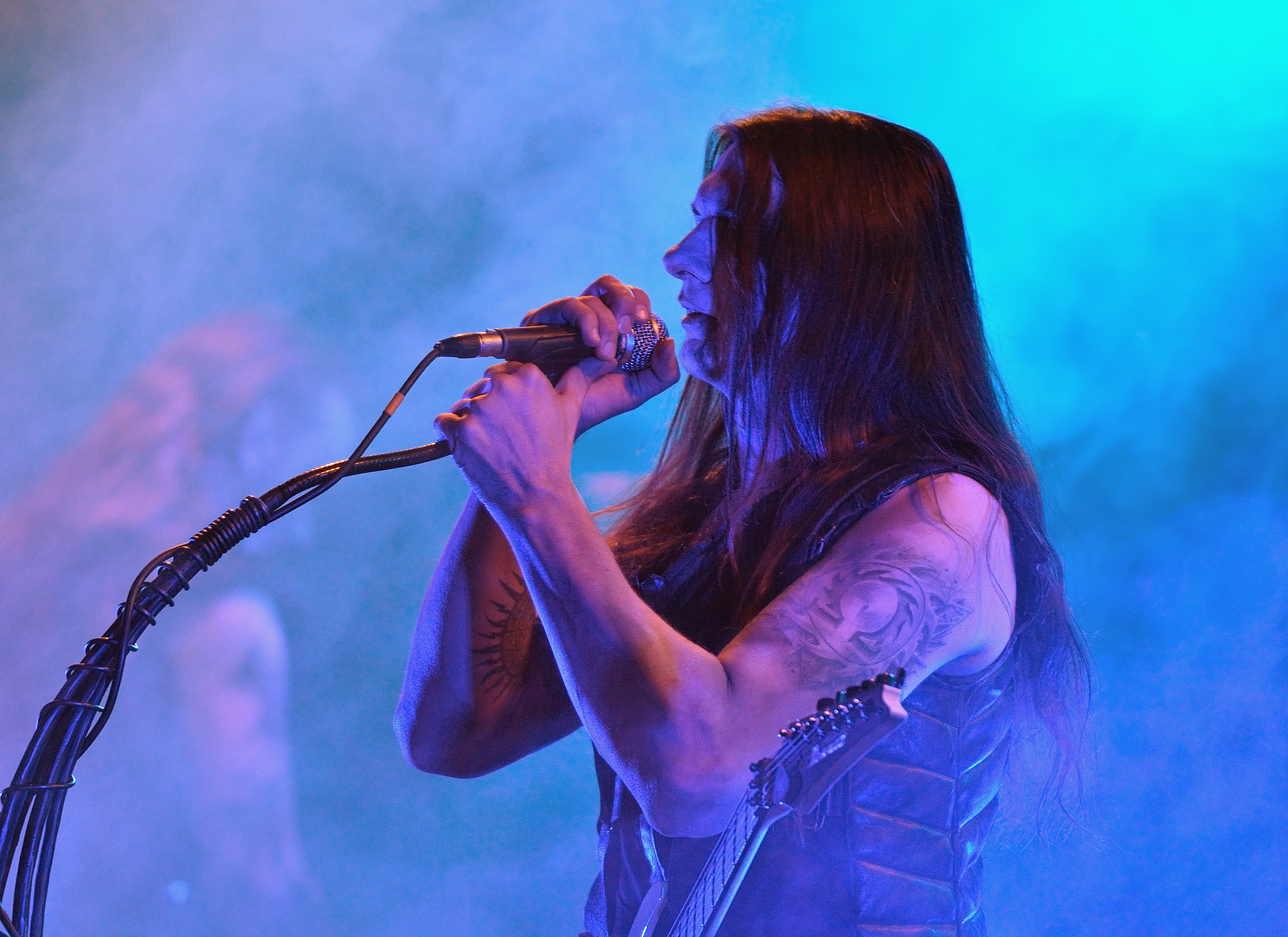
Adam Buszko, 2015

Hate — польская метал-группа из Варшавы, играющая в стилях дэт-метал и блэк-метал. Образована в 1990 году гитаристом и вокалистом Adam The First Sinner. В период с 1990 по 1995 году было записано 3 демо-альбома: Aborrence (1992), Evil Art (1994), Unwritten Law (1995).
В 1996 году Hate подписали свой первый контракт со звукозаписывающей компанией Novum Vox Mortiis, с которой они записали два альбома Daemon Qui Fecit Terram (1996) и Lord Is Avenger (1997) в Варшаве.
С 2000 года они перешли под крыло Польской студии Metal Mind Records.
6 апреля 2013 года Hate объявили о смерти своего басиста Славомира «Mortifer» Архангельского

## Участники

### Текущий состав
- Adam «ATF Sinner» Buszko — гитара, акустическая гитара, бас-гитара, синтезатор, вокал (с 1990)
- Dominik «Domin» Prykiel — гитара (с 2019)
- Tomasz "Tiermes" Sadlak—Бас-гитара (с 2018) (на концертных выступлениях)
- Даниэль «Nar-Sil» Рутковский — барабаны (с 2020)

### Бывшие участники
- Kamil «Hellbeast» Kondracki — гитара
- Dariusz «Hellrizer» Zaborowski — барабаны
- Piotr «Kaos» Jeziorski — ритм-гитара
- Piotr «Mittloff» Kozieradzki — барабаны (Riverside)
- Ralph — лид-гитара
- Andrzej «Quack» Kułakowski — лид-гитара
- Daniel — бас-гитара
- Martin — бас-гитара, вокал
- Tomasz «Cyklon» Węglewski — бас-гитара (на концертных выступлениях)
- Cyprian «Cyprian» Konador — бас-гитара
- Sławomir «Mortifer» Archangielskij — бас-гитара (2007—2013) †
- Lukas — гитара
- Konrad ''Destroyer'' Ramotowski—гитара

## Дискография

### Альбомы
- Deamon Qui Fecit Terram (1996)
- Lord Is Avenger (1998)
- Cain’s Way (2002)
- Awakening of the Liar (2003)
- Anaclasis — A Haunting Gospel Of Malice & Hatred (2005)
- Morphosis (2008)
- Erebos (2010)[2]
- Solarflesh – A Gospel of Radiant Divinity (2013)
- Crusade:Zero (2015)
- Tremendum (2017)
- Auric Gates of Veles (2019)
- Rugia (2021)

### Компиляции
- Evil Decade of Hate (1999)
- Gateways To Hell: Tribute To Slayer (2000)
- Holy Dead Trinity (2001)

### Демозаписи
- Abhorrence (1992)
- Evil Art (1994)
- The Unwritten Law (1995)

### EP
- Victims (1999)

### Видео
- Litanies of Satan (2004)